# Amions
Amions korábbi község (település) Franciaországban, Loire megyében. 2019. január 1-jén Dancé és Saint-Paul-de-Vézelin községgel egyesült és delegált községként Vézelin-sur-Loire új község része lett.
Lakosainak száma 305 fő (2018. január 1.). Amions Dancé, Pommiers-en-Forez, Saint-Georges-de-Baroille, Saint-Germain-Laval, Saint-Paul-de-Vézelin és Souternon községekkel határos.

## Népesség
A település népességének változása:
| Lakosok száma | 336  | 319  | 289  | 238  | 281  | 290  | 291  | 294  | 298  | 305  |
|               | 1968 | 1975 | 1982 | 1999 | 2006 | 2011 | 2013 | 2016 | 2017 | 2018 |